# Список дипломатических миссий Тувалу

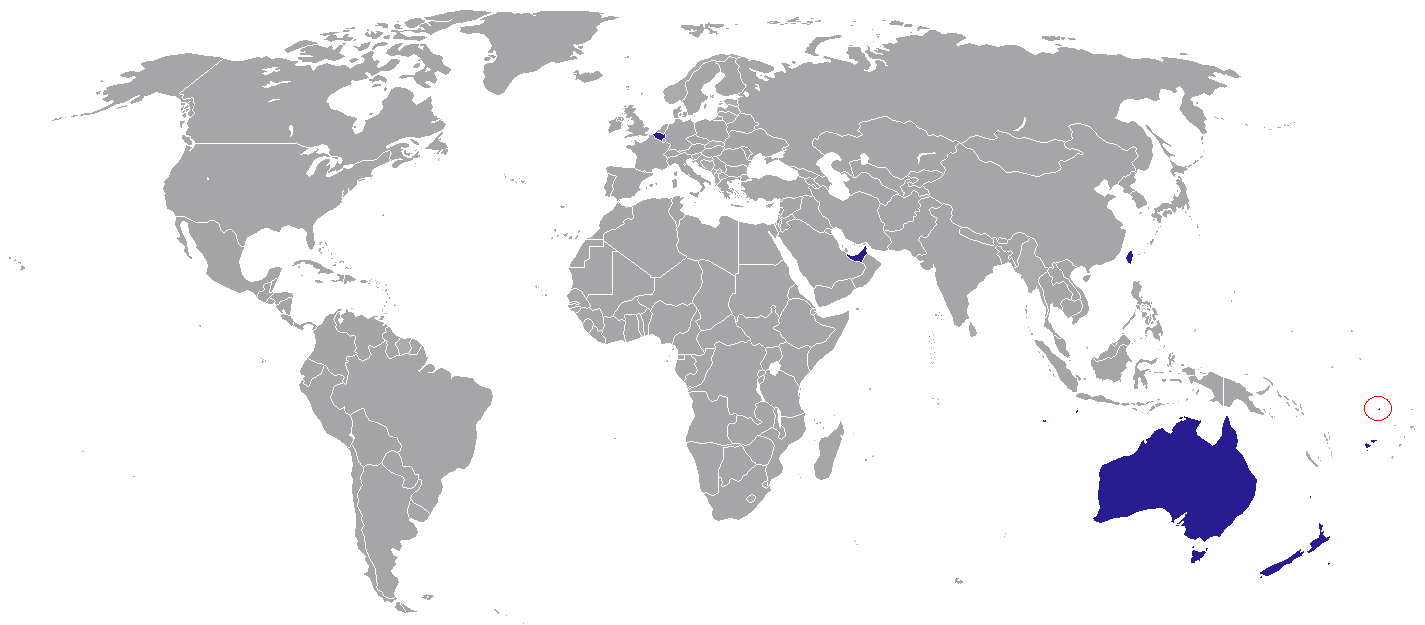

Список дипломатических миссий Тувалу — тихоокеанское государство Тувалу имеет всего три дипломатических представительства за рубежом. В странах Британского содружества, членом которого является Тувалу, его посольства могут возглавляться высшим комиссаром в ранге посла. Тувалу также располагает представительством почётных консулов в таких странах, как Австралия, Новая Зеландия, Япония, Великобритания, на Тайване, в Швейцарии, Сингапуре, Германии и в Южной Корее. 25 сентября 2011 года Тувалу и Российская Федерация установили дипломатические отношения, 25 октября 2011 года принято решение об открытии посольства России в Тувалу, и Тувалу - Российской Федерации.

## Европа
- Бельгия, Брюссель (посольство)

## Океания
- Фиджи, Сува (высший комиссариат)

## Международные организации
- Нью-Йорк (постоянное представительство при ООН)
- Брюссель (постоянное представительство при ЕС)